# Usina Hidrelétrica de Nova Ponte
A Usina Hidrelétrica de Nova Ponte  está localizada Minas Gerais, no município de Nova Ponte, às margens do rio Araguari e tem capacidade de geração de 510 MW. Tem uma altura máxima de barragem de 141 metros, com queda efetiva útil para geração de energia elétrica de 96 m e comprimento de 1600m.
Em 1994, foi inaugurada a Usina Hidrelétrica de Nova Ponte no rio Araguari, 510 MW. Ressalta-se que Nova Ponte é a primeira usina brasileira construída de forma a cumprir todos os requisitos de proteção ambiental previstos na legislação. Seu volume útil de reservatório de água, são de 10,375 bilhões de metros cúbicos.
Seu lago, quando cheio inunda uma área de 449,24 km2 nos municípios de Iraí de Minas, Nova Ponte, Patrocínio, Perdizes, Pedrinópolis, Sacramento, Santa Juliana e Serra do Salitre .
Para compensar a área inundada pelo lago, a Cemig repassa a estes municípios, royalties para serem investidos no município.
Segundo o Operador Nacional do Sistema Elétrico (ONS) o lago da Usina Hidrelétrica de Nova Ponte é capaz de armazenar 11,39% do volume represável pelos reservatórios do Sistema Sudeste/Centro Oeste, o que representa 30,04% do armazenamento de água da Bacia do Rio Paranaíba

## Usina Nova Ponte recebe prêmio ambiental
A Usina Hidrelétrica de Nova Ponte recebeu o Prêmio Mineiro de Gestão Ambiental - PMGA, graças ao 
trabalho desenvolvido na área de meio ambiente e junto às comunidades envolvidas em sua operação. 
O troféu PMGA 2008 foi entregue pelo governador Aécio Neves ao presidente da Cemig, Djalma Bastos 
de Morais. A hidrelétrica, situada no Rio Araguari, começou suas operações em 1994. O município de 
Nova Ponte, onde está localizada a casa de força, tem 11.586 habitantes e possui o segundo maior 
Índice de Desenvolvimento Familiar - IDF de Minas Gerais, segundo levantamento do Ministério do 
Desenvolvimento Social e Combate à Fome.
A usina possui 3 turbinas e possui apenas 3 funcionários, os municípios com área atingida pelo lago da usina são: Nova Ponte, Irai de Minas, Patrocinio, Santa Juliana, Perdizes, Pedrinopolis e Serra Salitre